# Bosques secos de Puerto Rico
Los bosques secos de Puerto Rico (NT0226) son una ecorregión de bosque seco tropical situada en el suroeste y el este de Puerto Rico y en las islas del litoral. Cubren un área de 1.300 km² y crecen en zonas que reciben menos de 1.000 mm de lluvia al año. Muchos de los árboles son caducifolios y pierden sus hojas durante la estación seca, que normalmente dura de diciembre a abril.

## Geografía

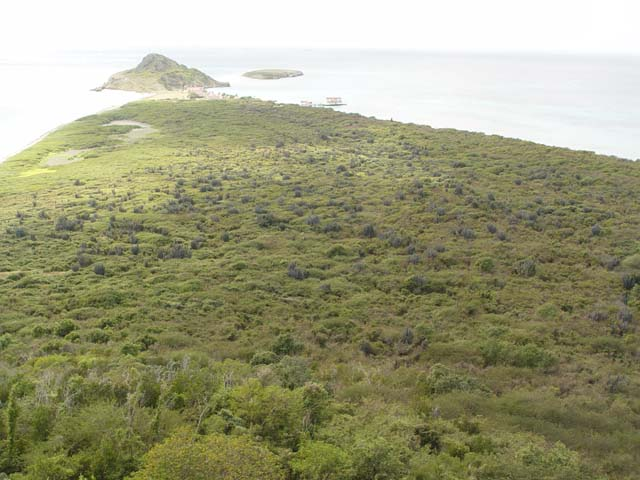
Bosque seco de Puerto Rico en Caja de Muertos, sur de Ponce

La zona de vida del bosque seco existe en dos áreas de la isla de Puerto Rico: a lo largo de la costa sur de la isla (en la sombra orográfica seca de la Cordillera Central) y en el extremo noreste de la isla, cerca de Fajardo, donde la combinación de baja elevación y fuertes vientos del océano dan como resultado un ambiente seco. También existen bosques secos en las islas adyacentes de Culebra, Mona, Monito, Desecheo, Caja de Muertos, Cayo Santiago y la mayor parte de la isla de Vieques.
Los bosques secos de la costa sur cubren una franja de 120 kilómetros desde Guayama en el este hasta Cabo Rojo en el oeste, y se extienden de 3 a 20 kilómetros hacia el interior de la costa.

## Clima
El clima es estacional, con la mayor parte de las precipitaciones teniendo lugar entre mayo y noviembre. Las precipitaciones medias en la franja costera del sur oscilan entre los 600 y los 1.000 milímetros.

## Ecología

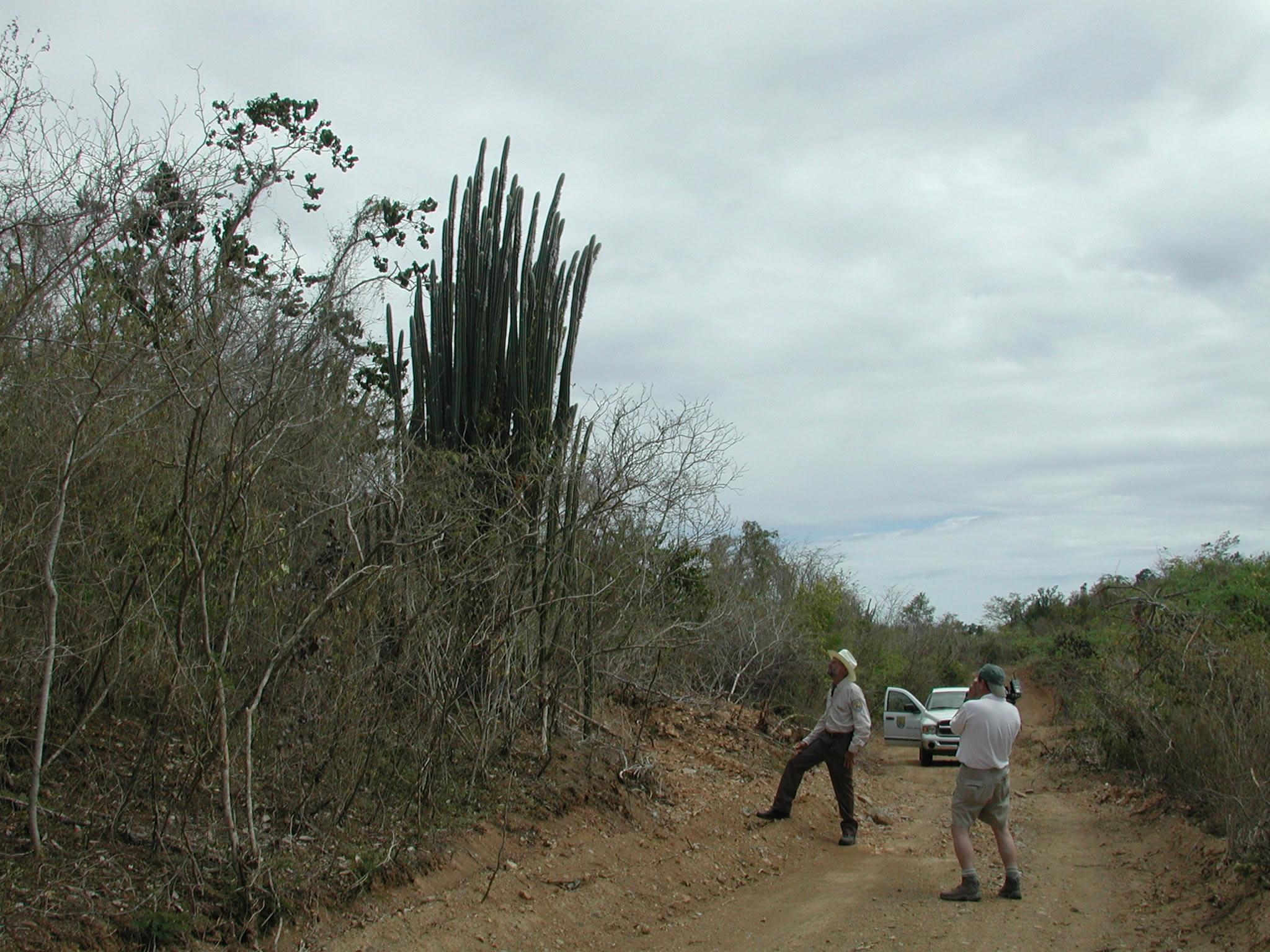
Bosque seco subtropical en Vieques, Puerto Rico.

Los bosques secos de Puerto Rico (al igual que los bosques secos del Caribe en general) están formados por árboles de corta estatura (normalmente de menos de 5 m o 16 pies de altura) y con varios tallos. El dosel es mayormente perenne (dominado por Gymnanthes lucida en áreas de suelo calcáreo), mientras que la capa emergente es considerablemente más caducifolia de estación seca.

### Tipos de vegetación
Los tipos de comunidades vegetales existen a lo largo de un continuo de disponibilidad de humedad del suelo, que a su vez está influenciado por la profundidad del suelo, y la orientación y la pendiente del terreno (que afecta a la escorrentía). La vegetación costera incluye manglares, salinas y matorrales de playa. Más al interior, el bosque de matorrales crece en la piedra caliza expuesta con depresiones dispersas. Los suelos más profundos albergan bosques caducifolios, mientras que los bosques semipervirentes más altos crecen en lugares más húmedos.  El grado de caducidad varía en función del estrés hídrico -las especies caducifolias conservan más hojas en los años más húmedos y las pierden en los más secos- e incluso en los bosques caducifolios, muchos árboles son perennes.

### Flora

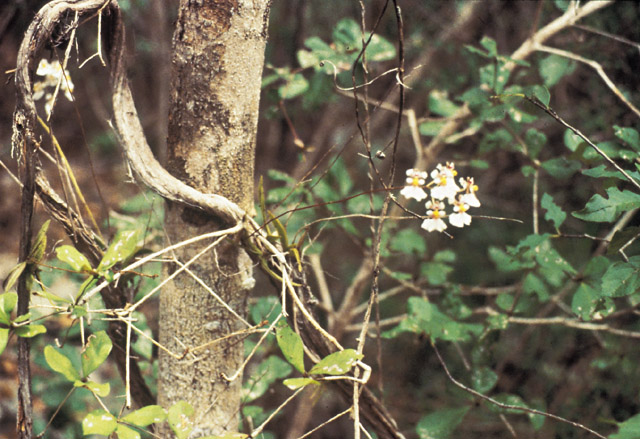
Psychilis krugii, una orquídea endémica de los bosques calcáreos secos de Puerto Rico en el Bosque Estatal de Guánica.

Los bosques secos de Puerto Rico están dominados por plantas de las familias Rubiaceae, Euphorbiaceae y Myrtaceae. En este sentido, son similares a los bosques secos jamaicanos, pero difieren de los bosques secos del continente de Sudamérica y Centroamérica, en los que predominan las Fabaceae y las Bignoniaceae.
Guaiacum officinale, Coccoloba venosa, Ceiba pentandra y Capparis cynophallophora son árboles comunes en los bosques secos costeros. Las especies de los bosques secos calcáreos incluyen Pisonia albida, Guaiacum sanctum y Plumeria alba. Trichilia triacantha, una especie en peligro de extinción incluida en la lista federal, sólo se conoce en la zona de bosque seco del suroeste de Puerto Rico.

### Fauna

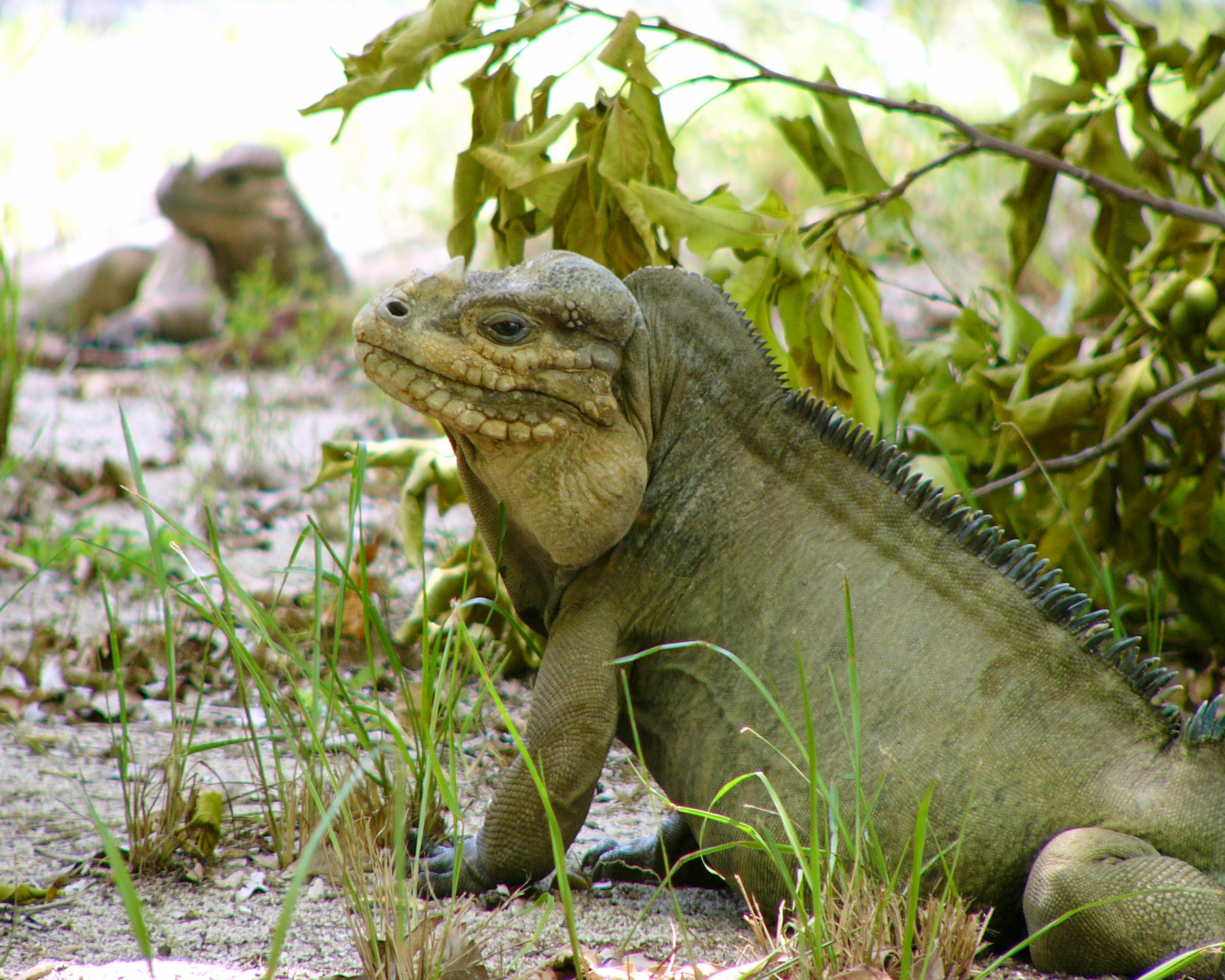
La iguana de tierra de Mona es una especie endémica del bosque seco de la isla de Mona.

El bosque seco puertorriqueño sustenta una avifauna diversa; se han registrado 185 especies de aves en el Bosque de Guánica, incluyendo 15 especies endémicas.  El chotacabras puertorriqueño(Antrostomus noctitherus), en peligro de extinción, está restringido a los bosques secos y húmedos del suroeste de Puerto Rico. El sapo de cresta puertorriqueño, el único sapo nativo de Puerto Rico( Peltophryne lemur), se conoce de una sola población que queda en el Bosque de Guánica.
Se conocen trece especies de lagartos de los bosques secos del sur, incluidos dos anolis endémicos de la zona de bosques secos: Anolis poncensis y Anolis cooki.  La iguana de tierra de Mona (Cyclura cornuta stejnegeri) especie endémica del bosque seco de la isla de Mona.
Entre los mamíferos no autóctonos de la zona de bosque seco se encuentran los macacos rhesus (Macaca mulatta)y los monos patas(Erythrocebus patas), que se han convertido en graves plagas agrícolas, y la mangosta de Java(Herpestes javanicus), introducida en Puerto Rico en la década de 1870.

### Conservación
Aunque la mayor parte del bosque fue destruido para la agricultura antes de la década de 1940, todavía existen algunas parcelas de bosque anteriores a ese periodo. Las zonas utilizadas para la producción de carbón vegetal o de postes para cercas se han recuperado rápidamente: después de 50 años, los bosques que se habían utilizado para la producción de carbón vegetal se recuperaron hasta el punto de que no se distinguían de los bosques mucho más antiguos.
Además, grandes áreas de bosque secundario han vuelto a crecer en tierras agrícolas abandonadas. A diferencia de las zonas que sólo se utilizaban ligeramente, estos bosques en tierras agrícolas abandonadas tienen muchas menos especies que los bosques naturales. Su camino hacia la recuperación sigue siendo incierto.
El mejor ejemplo de bosques secos en Puerto Rico se encuentra en el Bosque Estatal de Guánica, en las afueras de la ciudad de Guánica. Este sitio también ha sido el foco de la gran mayoría de los estudios de los bosques secos.
- Datos: Q7258622

1. 1 2  Ewel, J. J.; Whitmore, J. L. (1973). The Ecological Life Zones of Puerto Rico and the U. S. Virgin Islands. USDA Forest Service Institute of Tropical Forestry.
2. 1 2 3 4  Murphy, Peter G.; Lugo, Ariel E.; Murphy, Alice J.; Nepstad, Daniel C. (1995). «The dry forests of Puerto Rico's south coast».  En Lugo, Ariel E.; Lowe, eds. Tropical Forests: Management and Ecology. New York: Springer-Verlag. pp. 178-209. ISBN 978-1-4612-7563-3.
3. 1 2  Lugo, Ariel E.; Gonzalez-Liboy, Jose A.; Cintron, Barbara; Dugger, Ken (1978). «Structure, Productivity, and Transpiration of a Subtropical Dry Forest in Puerto Rico». Biotropica 10 (4): 278. ISSN 0006-3606. doi:10.2307/2387680.
4. ↑  Murphy, Peter G.; Lugo, Ariel E. (1986). «Structure and Biomass of a Subtropical Dry Forest in Puerto Rico». Biotropica 18 (2): 89. ISSN 0006-3606. doi:10.2307/2388750.
5. ↑  Gentry, A.H. (1995) Diversity and floristic composition of neotropical dry forests.  Pp. 146-194 in S.H. Bullock, H.A. Mooney and E. Medina (editors) Seasonally Dry Tropical Forests.  Cambridge University Press, Cambridge.
6. ↑  Ventosa-Febles, EA (10 de octubre de 2007). «Distribution and habitat characteristics of Trichilia triacantha (Meliaceae) in Puerto Rico». Endangered Species Research (en inglés) 3 (3): 267-271. ISSN 1863-5407. doi:10.3354/esr00051.
7. ↑  Arendt, Wayne J.; Faaborg, John; Canals, Miguel; Bauer, Jerry (2015). «Bird checklist, Guánica Biosphere Reserve, Puerto Rico». Research Note SRS-23. Asheville, Nc: U.S. Department of Agriculture Forest Service, Southern Research Station. 23 P. Research Note SRS-23 023: 2.
8. ↑  Vilella, Francisco J. (1995). «Reproductive ecology and behaviour of the Puerto Rican Nightjar Caprimulgus noctitherus». Bird Conservation International (en inglés) 5 (2–3): 349-366. ISSN 0959-2709. doi:10.1017/S095927090000109X.
9. ↑  Aide, Mitchell; Rios-López, Neftalí; Joglar, Rafael; García, Miguel; Longo, Ana; León-Cardona, Abimael; Pérez-Buitrago, Néstor; Barber, Diane et al. (1 de enero de 2007). «Conserving the Puerto Rican herpetofauna». Applied Herpetology (en inglés) 4 (4): 327-345. ISSN 1570-7539. doi:10.1163/157075407782424566.
10. ↑  Genet, Kristen S.; Genet, John A.; Burton, Thomas M.; Murphy, Peter G. (2001). «The lizard community of a subtropical dry forest: Guánica forest, Puerto Rico». Tropical Ecology 42: 97-109.
11. ↑  Pons, Gaspar; Christen, Catherine A.; Quiñones, Maya; Gonzáles, Olga M. Ramos; Calle, Paulina; Martínez, Alma; Cooper, Susan M.; Leimgruber, Peter et al. (1 de abril de 2009). «Spatial distribution, connectivity, and the influence of scale: habitat availability for the endangered Mona Island rock iguana». Biodiversity and Conservation (en inglés) 18 (4): 905-917. ISSN 1572-9710. doi:10.1007/s10531-008-9520-3.
12. ↑  Engeman, Richard M.; Laborde, José E.; Constantin, Bernice U.; Shwiff, Stephanie A.; Hall, Parker; Duffiney, Anthony; Luciano, Freddie (1 de abril de 2010). «The economic impacts to commercial farms from invasive monkeys in Puerto Rico». Crop Protection (en inglés) 29 (4): 401-405. ISSN 0261-2194. doi:10.1016/j.cropro.2009.10.021.
13. ↑  VerCauteren, Kurt C.; Gilbert, Amy T.; Johnson, Shylo R.; Berentsen, Are R. (2015). «Exposure to Rabies in Small Indian Mongooses (Herpestes auropunctatus) from Two Regions in Puerto Rico». Journal of Wildlife Diseases 51 (4): 896-901. ISSN 1943-3700. PMID 26251987. doi:10.7589/2015-01-016.
14. ↑  Molina Colón, S. (1998) Long-term recovery of a Caribbean dry forest after abandonment of different land uses in Guánica, Puerto Rico. Ph. D. University of Puerto Rico, Rio Piedras.